# گالوس (مجسمه)
گالوس یک مجسمهٔ برنزی به ارتفاع ۲٫۴ متر (۸ فوت) اثر روبین آینن (به انگلیسی: Rubin Eynon) است که در قلعهٔ تینتاجل قرار دارد؛ دژی قرون‌وسطایی واقع در شبه‌جزیرهٔ تینتاجل، در مجاورت روستای تینتاجل، در شمال کورن‌وال، بریتانیا. این مجسمه، پیکره‌ای شبح‌گونه از یک مرد تاج‌دار را به تصویر می‌کشد که شمشیری در دست دارد. در میان مردم، این اثر با عنوان «مجسمهٔ شاه آرتور» شناخته می‌شود، اما نهاد مالک این سایت، یعنی میراث انگلستان، اعلام کرده که این اثر نمایانگر یک شخصیت خاص نیست، بلکه بازتابی از تاریخ کلی این مکان است که به احتمال زیاد در گذشته، اقامتگاه تابستانی پادشاهان دومنونیا بوده است.

## پیش‌زمینه

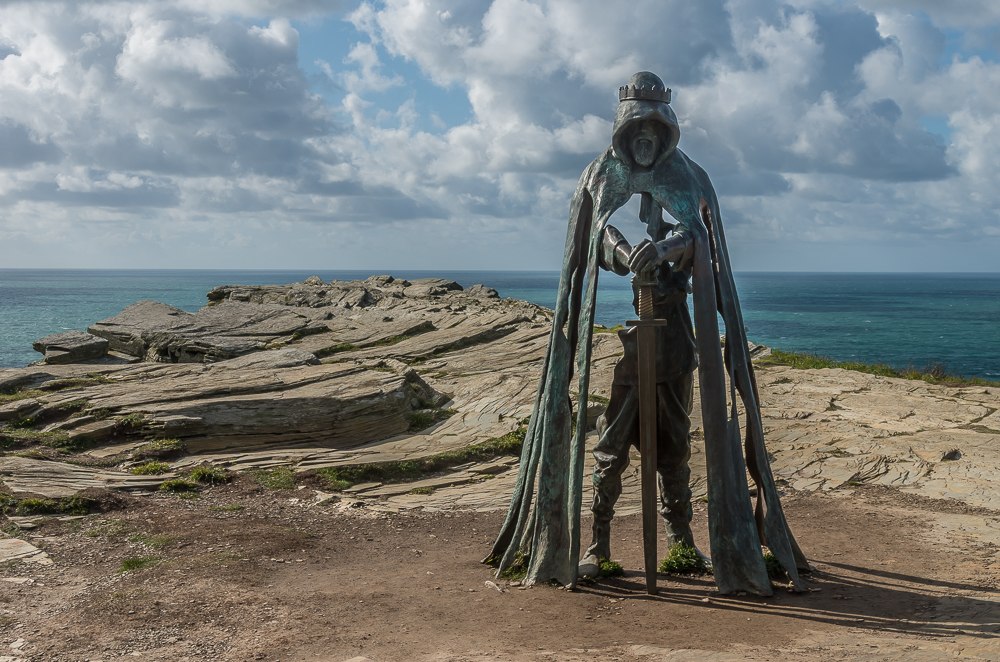
نمای گسترده‌تر از مجسمه

قلعهٔ تینتاجل در ساحل شمالی کورن‌وال واقع شده و توسط نهاد میراث انگلستان اداره می‌شود. نوشته‌های جفری مانموث در قرن دوازدهم، این قلعه را با افسانه‌های شاه آرتور مرتبط دانستند و آن را خانهٔ مادر آرتور، یعنی ایگرین، معرفی کردند. خود قلعه در دههٔ ۱۲۳۰ توسط ریچارد، نخستین ارل کورنوال ساخته شد؛ او که از این پیوند با آرتور الهام گرفته بود، قلعه را به گونه‌ای طراحی کرد که کهن‌تر به نظر برسد. این مکان در دوران ویکتوریایی نیز گسترش یافت.

## مجسمه
گالوس به سفارش میراث انگلستان و به‌دست هنرمند مجسمه‌ساز روبین آینن ساخته شد. طراحی، ساخت و ریخته‌گری این اثر شش ماه به طول انجامید. گالوس، پیکره‌ای به ارتفاع ۲٫۴ متر را به نمایش می‌گذارد که شنلی بر تن دارد، تاجی بر سر نهاده و شمشیری در دست گرفته است. این مجسمه در قلعهٔ تینتاجل به‌صورت ناقص و نیمه‌شفاف اجرا شده؛ به‌گونه‌ای که فضاهایی باز در آن تعبیه شده‌اند و از میان آن‌ها می‌توان چشم‌انداز اطراف را دید، که به مجسمه حالتی خیال‌انگیز و شبح‌گون می‌بخشد.
این مجسمه به یکی از جاذبه‌های محبوب این سایت بدل شده است. گرچه در میان مردم، گالوس با عنوان «مجسمهٔ شاه آرتور» شناخته می‌شود، اما میراث انگلستان تأکید دارد که این اثر نمایندهٔ یک شخص خاص نیست و از دو عنصر الهام گرفته: نخست، افسانهٔ شاه آرتور؛ و دوم، استفادهٔ تاریخی از این مکان به‌عنوان اقامتگاه تابستانی برای پادشاهان دولت نیمه‌رومیِ دومنونیا. آنان ترجیح می‌دهند که بینندگان برداشت شخصی خودشان را از اثر داشته باشند و باور دارند که این پیکره می‌تواند چیزی فراتر از یک انسان را نمایندگی کند. واژهٔ «گالوس» در زبان کورنی به‌معنای «قدرت» است.

## موقعیت و نصب اثر

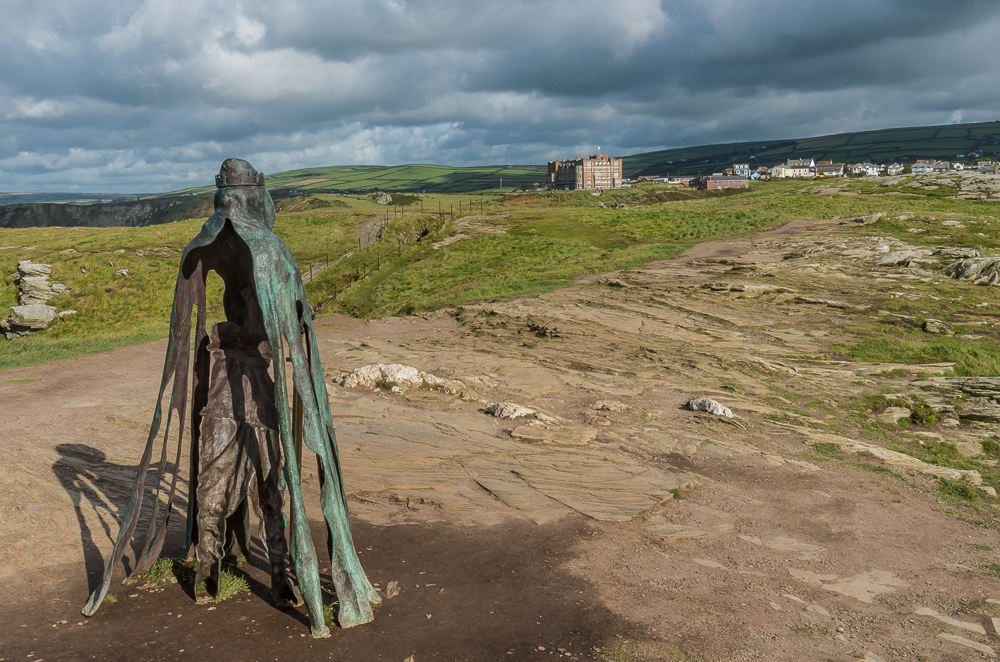
نمای پشت مجسمه

این مجسمه بر فراز صخره‌هایی در سمت ساحل اقیانوس اطلس، در محدودهٔ قلعه نصب شده است. این محل تنها از طریق صدها پله از خشکی قابل دسترسی است و مجسمه با کمک بالگرد در جای خود قرار گرفت. گالوس در تاریخ ۲۹ آوریل ۲۰۱۶، پیش از تعطیلات روز مه، رونمایی شد.
این مجسمه بخشی از تجربهٔ جدید بازدیدکنندگان از سوی میراث انگلستان در سایت قلعه بود. پیش از آن، یک نقش‌برجستهٔ سنگی از مرلین -جادوگر افسانه‌ای- در این محل ایجاد شده بود که از سوی ملی‌گرایان و تاریخ‌دانان کورن‌والی به خاطر «کارتونی‌سازی» تاریخ این منطقه مورد انتقاد قرار گرفته بود. مجسمهٔ گالوس هم واکنش‌های مشابهی را برانگیخت.
این پروژه همچنین شامل نصب یک قطب‌نما از جنس سنگ بود که جهت مکان‌های دیگری از جزایر بریتانیا را نشان می‌داد که با افسانه‌های آرتوری مرتبط‌اند. همچنین در باغ قلعه، سنگ‌فرش‌هایی طراحی شده بود که داستان عشق تراژیک تریستان و ایزولت را بازگو می‌کردند. افزون بر این، چندین تابلوی اطلاع‌رسان نصب شد که تاریخچهٔ قلعه را روایت می‌کردند. مواد استفاده شده در این توسعهٔ جدید – شامل برنز، سنگ اسلیت «دِلابول» و دیگر انواع سنگ – از تاریخ صنعتی تینتاجل الهام گرفته‌اند.

## یادکردها
1. ↑  «History meets Legend at Tintagel Castle». English Heritage. دریافت‌شده در ۲۰۲۵-۰۴-۱۶.
2. ↑  "Gallos - King Arthur Sculpture". Cornwall Guide (به انگلیسی). 2021-01-27. Retrieved 2025-04-16.
3. ↑  Morris، Steven (۲۰۱۶-۰۴-۲۴). «Kingly statue plunges sword into Tintagel's Arthurian row» (به انگلیسی). The Guardian. شاپا 0261-3077. دریافت‌شده در ۲۰۲۵-۰۴-۱۶.
4. ↑  «History meets Legend at Tintagel Castle». English Heritage. دریافت‌شده در ۲۰۲۵-۰۴-۱۶.
5. ↑  Stewart, Jessica (2017-05-09). "8-Foot-Tall Bronze Sculpture of King Arthur Overlooks the Atlantic Ocean". My Modern Met (به انگلیسی). Retrieved 2025-04-16.
6. ↑  "Gallos - King Arthur Sculpture". Cornwall Guide (به انگلیسی). 2021-01-27. Retrieved 2025-04-16.
7. ↑  Morris، Steven (۲۰۱۶-۰۴-۲۴). «Kingly statue plunges sword into Tintagel's Arthurian row» (به انگلیسی). The Guardian. شاپا 0261-3077. دریافت‌شده در ۲۰۲۵-۰۴-۱۶.
8. ↑  Smith, Graham (2017-08-22). "What do you think of Gallos, the new sculpture at Tintagel Castle?". Cornwall Live (به انگلیسی). Retrieved 2025-04-16.
9. ↑  "Gallos - King Arthur Sculpture". Cornwall Guide (به انگلیسی). 2021-01-27. Retrieved 2025-04-16.
10. ↑  Morris، Steven (۲۰۱۶-۰۴-۲۴). «Kingly statue plunges sword into Tintagel's Arthurian row» (به انگلیسی). The Guardian. شاپا 0261-3077. دریافت‌شده در ۲۰۲۵-۰۴-۱۶.
11. ↑  Morris، Steven (۲۰۱۶-۰۴-۲۴). «Kingly statue plunges sword into Tintagel's Arthurian row» (به انگلیسی). The Guardian. شاپا 0261-3077. دریافت‌شده در ۲۰۲۵-۰۴-۱۶.
12. ↑  Stewart, Jessica (2017-05-09). "8-Foot-Tall Bronze Sculpture of King Arthur Overlooks the Atlantic Ocean". My Modern Met (به انگلیسی). Retrieved 2025-04-16.
13. ↑  "Gallos - King Arthur Sculpture". Cornwall Guide (به انگلیسی). 2021-01-27. Retrieved 2025-04-16.
14. ↑  Morris، Steven (۲۰۱۶-۰۴-۲۴). «Kingly statue plunges sword into Tintagel's Arthurian row» (به انگلیسی). The Guardian. شاپا 0261-3077. دریافت‌شده در ۲۰۲۵-۰۴-۱۶.
15. ↑  Morris، Steven (۲۰۱۶-۰۴-۲۴). «Kingly statue plunges sword into Tintagel's Arthurian row» (به انگلیسی). The Guardian. شاپا 0261-3077. دریافت‌شده در ۲۰۲۵-۰۴-۱۶.
16. ↑  Morris، Steven (۲۰۱۶-۰۴-۲۴). «Kingly statue plunges sword into Tintagel's Arthurian row» (به انگلیسی). The Guardian. شاپا 0261-3077. دریافت‌شده در ۲۰۲۵-۰۴-۱۶.
17. ↑  «History meets Legend at Tintagel Castle». English Heritage. دریافت‌شده در ۲۰۲۵-۰۴-۱۶.
18. ↑  «History meets Legend at Tintagel Castle». English Heritage. دریافت‌شده در ۲۰۲۵-۰۴-۱۶.
19. ↑  Smith, Graham (2017-08-22). "What do you think of Gallos, the new sculpture at Tintagel Castle?". Cornwall Live (به انگلیسی). Retrieved 2025-04-16.